# Anne Consigny
Anne Consigny (Alençon, Orne, Franciaország, 1963. május 25. –) francia filmszínésznő.

## Élete és pályafutása
1981 óta aktív. 2006-ban César-díj jelölést kapott legjobb színésznő kategóriában a Tétova tangó (című filmben nyújtott alakításáért. Szintén nevezetes szerepei voltak Claude a Szkafander és pillangó (2007), valamint Elizabeth a Karácsonyi történet (2008) című filmekben. Az utóbbiért César-díjra jelölték legjobb női mellékszereplő kategóriában. 2010-ben az Emberrablás című filmben nyújtott alakításáért ismét jelölték a díjra.

## Magánélete
Édesapja Pierre Consigny, aki Maurice Couve de Murville miniszterelnök kabinetjének vezetője volt. Öt testvére van. Egyik bátyja Thierry Consigny író és publicista, aki a "La Mort de Lara" című könyv szerzője.
Fia, Vladimir Consigny, szintén színész, Benoît Jacquot francia filmrendezőtől született 1988. június 26-án.

## Filmográfia

### Film
| Év   | Magyar cím                          | Eredeti cím                              | Szerep                   | Magyar hang    |
| ---- | ----------------------------------- | ---------------------------------------- | ------------------------ | -------------- |
| 1981 |                                     | Yume, yume no ato                        | Yuki                     |                |
| 1985 | A király kegyeltje                  | Le soulier de satin                      | Marie des Sept-Épées     |                |
| 2002 |                                     | Le bison (et sa voisine Dorine)          | az ügyvéd                |                |
| 2003 | Férfitársaságban                    | En jouant 'Dans la compagnie des hommes’ | Therese Jurrieu          |                |
| 2003 |                                     | L’équipier                               | Camille                  |                |
| 2004 | 36 – Harminchat                     | 36 Quai des Orfèvres                     | Hélène Klein             |                |
| 2005 | Tétova tangó                        | Je ne suis pas là pour être aimé         | Françoise                | Tóth Ildikó    |
| 2006 | Borúra derű                         | Du jour au lendemain                     | Caroline                 |                |
| 2006 |                                     | On va s'aimer                            | Mathilde                 |                |
| 2007 | Szkafander és pillangó              | Le scaphandre et le papillon             | Claude                   | Németh Kriszta |
| 2007 |                                     | Anna M.                                  | Marie Zanevsky           |                |
| 2008 |                                     | Coupable                                 | Blanche                  |                |
| 2008 |                                     | Le grand alibi                           | Claire Collier           |                |
| 2008 | Karácsonyi történet                 | Un conte de Noël (A Christmas Tale)      | Elizabeth Dédalus        |                |
| 2008 | Halálos közellenség 2.              | L’ennemi public n°1                      | Jacques Mesrine ügyvédje |                |
| 2008 | Largo Winch – Az örökös             | Largo Winch                              | Hannah                   |                |
| 2009 | Az első csillagos                   | La première étoile                       | Suzy                     |                |
| 2009 |                                     | John Rabe                                | Valérie Dupres           |                |
| 2009 |                                     | Les herbes folles                        | Suzanne Palet            |                |
| 2009 | Angyal a tengernél                  | Un ange à la mer                         | az anya                  | Bodor Böbe     |
| 2009 |                                     | Bambou                                   | Anne Chevalier           |                |
| 2009 | A javulás útján                     | Le dernier pour la route                 | Agnès                    |                |
| 2009 | Emberrablás                         | Rapt!                                    | Françoise Graff          |                |
| 2011 |                                     | De force                                 | Danielle Canetti ügyvéd  |                |
| 2012 | A végakarat                         | Vous n’avez encore rien vu               | Eurydice                 | Zakariás Éva   |
| 2012 |                                     | Sous le figuier                          | Nathalie                 |                |
| 2012 | Algériai napok                      | Ce que le jour doit a’ la nuit           | Madeleine                |                |
| 2013 | Ússz, halacska, ússz!               | Swim Little Fish Swim                    | Françoise de Castillon   |                |
| 2013 |                                     | 12 ans d’âge                             | Dany                     |                |
| 2014 |                                     | 96 heures                                | Françoise Carré          |                |
| 2014 | 3 szív                              | 3 cœurs                                  | kardiológus              |                |
| 2016 |                                     | History's Future                         | Caroline                 |                |
| 2016 | 7 perc                              | 7 minuti                                 | Madame Rochette          |                |
| 2016 | Áldozat?                            | Elle                                     | Anna                     | Spilák Klára   |
| 2018 | Van Gogh az örökkévalóság kapujában | At Eternity's Gate                       | tanárnő                  |                |

### Televízió
| Év        | Magyar cím                        | Eredeti cím                           | Szerep             | Magyar hang            |
| --------- | --------------------------------- | ------------------------------------- | ------------------ | ---------------------- |
| 1981      |                                   | Ursule Mirouët                        | Ursule Mirouët     | tévéfilm               |
| 1982      |                                   | La cerisaie                           | Ania               | tévéfilm               |
| 1995      |                                   | La place royale                       | Angélique          | tévéfilm               |
| 2003      |                                   | Hôtel des deux mondes                 | Laura              | tévéfilm               |
| 2006      |                                   | Aller simple                          | Carole             | tévéfilm               |
| 2011      |                                   | E-love                                | Paule Zachman      | tévéfilm               |
| 2011      | Tony bosszúja                     | Les Beaux Mecs                        | Claire             | minisorozat (8 epizód) |
| 2012–2015 | Visszajárók                       | Les Revenants                         | Claire Séguret     | 16 epizód              |
| 2016      |                                   | Diabolique                            | Isabelle de Lassay | tévéfilm               |
| 2017      | Agatha Christie apró gyilkosságai | Les petits meurtres d'Agatha Christie | Blanche Dulac      | 1 epizód               |
| 2020      |                                   | Trigonometry                          | Mathilde           | minisorozat (8 epizód) |

## Fordítás
Ez a szócikk részben vagy egészben  az   Anne Consigny című angol Wikipédia-szócikk fordításán alapul.  Az eredeti cikk szerkesztőit annak laptörténete sorolja fel. Ez a jelzés csupán a megfogalmazás eredetét és a szerzői jogokat jelzi, nem szolgál a cikkben szereplő információk forrásmegjelöléseként.